# Ulrich Fugger (1528-1584)
Pour les articles homonymes, voir Ulrich Fugger (1441–1510) et Fugger.
Ulrich Fugger, est un religieux allemand né à Augsbourg le 20 août 1526 et mort à Heidelberg le 25 juin 1584, membre de la famille Fugger.

## Biographie
Il embrassa l'état ecclésiastique, et devint camérier du pape Paul III : après avoir demeuré pendant quelque temps en Italie, il revint en Allemagne, où, ayant eu plusieurs conférences avec les nouveaux réformateurs, il finit par adopter leurs principes. Il se démit alors de son emploi, et s'appliqua entièrement à l'étude des lettres. Ce fut un protecteur éclairé des savants, et il contribua à faire donner de meilleures éditions des auteurs grecs et latins. Sa libéralité ne s'étendit pas seulement sur les écrivains qui honoraient alors l'Allemagne : on sait qu'il vint au secours du célèbre imprimeur Henri Estienne, et qu'il lui donna une somme considérable. Il avait formé lui-même une collection très précieuse d'anciens manuscrits ; et il consacrait chaque année pour l'augmenter des sommes si fortes, que ses parents, craignant qu'il ne finît par dissiper leur patrimoine, firent prononcer son interdiction. Ce trait lui fut sensible mais il parvint à faire annuler le jugement rendu contre lui ; et le testament de son frère, qui l'instituait héritier, fut confirmé. Il se retira à Heidelberg, où il mourut au mois de juin 1584, laissant à l'électeur palatin sa riche bibliothèque. Il légua aussi une somme pour les pauvres et une autre pour l'entretien de six écoliers à l'Académie.
Quelques auteurs, étonnés de sa richesse inépuisable, ont dit sérieusement qu'il était en possession de la pierre philosophale et qu'il en a laissé la preuve dans quelques écrits (Mohof. Polyhistor., t. 1, p. 31). On regarde avec plus de raison comme une des principales sources de la fortune de ces négociants les rames de mercure d'Almaden, dont ils obtinrent la concession, et dont les produits étaient indispensablement nécessaires pour l'exploitation des mines de Potosi.